# Zapadna Armenija
Zapadna Armenija (armenski: Արեւմտեան Հայաստան) je ime kojim se obično naziva dio Armenije koji je bio integriran u Osmansko Carstvo. Poznata je i pod nazivima Turska Armenija ili Osmanska Armenija. Ovo područje se sastojalo od otprilike šest vilajeta na istoku carstva: Van, Bitlis, Diyarbakır, Harput i Sivas. Danas se ovaj naziv odnosi na geografsko područje na istoku Turske gdje se nalazi Armenska visoravan.
Područje Zapadne Armenije pripalo je Osmanskom Carstvu nakon tursko-perzijskog rata 1602. – 1639. Naziv „Zapadna Armenija“ počeo se primjenjivati od Rusko-turskog rata 1828. – 1829. za područja s armenskim stanovništvom koja su ostala pod turskom vlašću nakon ustupanja istočne Armenije Carskoj Rusiji.
Iako su 1920. područja zapadne Armenije sporazumom u Sèvresu ustupljena Armeniji, taj sporazum nikad nije proveden, te je nakon tursko-armenskog rata i Karskog dogovora zapadna Armenija integrirana u Tursku, dok je istočna postala dio SSSR-a.
Danas se sudbina Zapadne Armenije često naziva i „Armenskim pitanjem“. U svijetu djeluje nekoliko organizacija zapadnih Armenaca koje su preživjele armenski genocid i koje traže pravo na samoodređenje.
Zapadnoarmenski dijalekt armenskog jezika danas se većinom govori među zapadnoarmenskom zajednicom u Istanbulu, Libanonu, Egiptu i drugdje među armenskom dijasporom.